# HMS Falken (1877)
HMS Falken var en övningsbrigg för skeppsgossar tillhörande svenska flottan, sjösatt 1877.

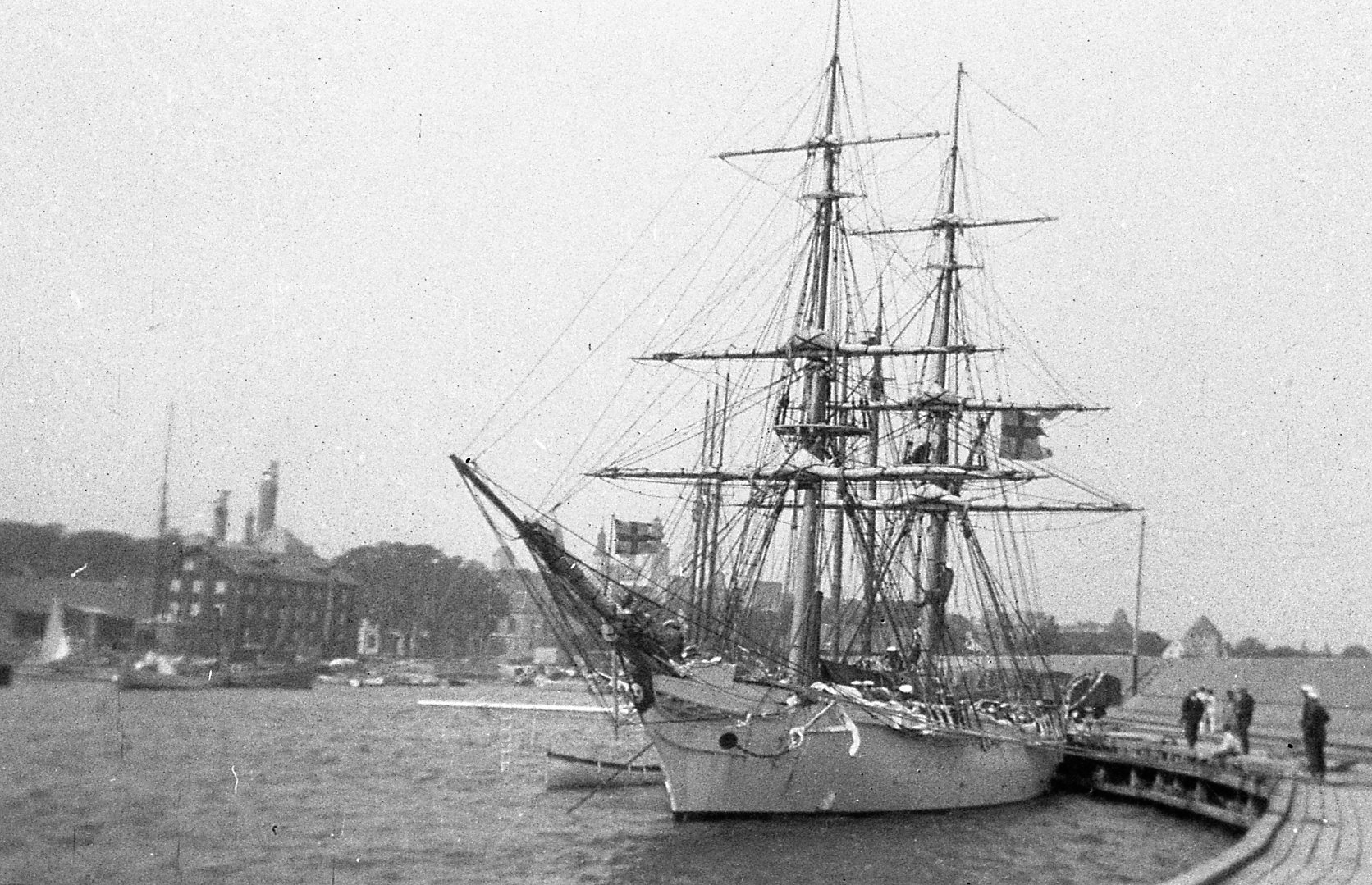
HMS Falken någon gång under 1920 eller 1930-talet.